# Hatsik (Shirak)
Hatsik (in armeno Հացիկ?) è un comune di 1 129 abitanti (2008) della provincia di Shirak in Armenia.